# 波马尔城
波马尔城（西班牙語：Medina de Pomar）是西班牙卡斯蒂利亚-莱昂布尔戈斯省的一个市镇。总面积206平方公里，总人口4870人（2001年），人口密度24人/平方公里。

## 友好城市
- 法國 佩尔奥拉德